# Павел Чистяков
Павел Петрович Чистяко̀в (на руски: Павел Петрович Чистяков) е руски художник-реалист, основоположник на руската историческа живопис, майстор на жанровата и портретната живопис. Той е забележителен педагог, оказал огромно влияние върху развитието и творчеството на много големи имена сред руските художници от средата на 19-и и началото на 20 век.

## Детство и ученически години
Павел Чистяков е роден на 23 юни (5 юли) 1832 година в село Пруди, Тверска губерния. Родителите му са крепостни селяни на генерал-майор А.П. Тютчев, а баща му е управител на имението. При кръщението му цялото семейство получава свободата си, така че Павел става свободен гражданин на 3-дневна възраст.
Като ученик в Бежецкото училище се увлича сериозно от рисуване и там получава първите си уроци. Проявява се като блестящ ученик, завършва с отличие и името му е записано на „златната дъска“. Градските власти решават да го изпратят в Тверската гимназия на държавна издръжка, обаче той предпочита Художествената академия. Преди да постъпи в нея, работи като земемер в продължение на две години.
През 1849 година, на 17-годишна възраст, постъпва в Петербургската художествена академия, където учи в класа по историческа живопис на Пьотър Басин. По време на обучението си получава всички съществуващи академични награди – през 1854 и 1857 – малки сребърни медали за рисунка и етюд, а през 1855 и 1858 – големи сребърни медали първа степен, също за рисунка и етюд. Последният медал е придружен с разрешение да пристъпи към композиции на историческа тематика. За да бъде признат за исторически живописец, трябва да работи по академичните канони и да получи и втори, златен медал.
През 1860 година е награден с малък златен медал за картината „Патриарх Хермоген в тъмницата отказва на поляците да подпише грамота за разпускане на народното опълчение, отбраняващо Москва“. На следващата година получава и голям златен медал за дипломната си работа – картината „Великата княгиня София Витовтовна на сватбата на великия княз Василий Тъмни“, а академичният съвет я откупува за 800 рубли. На нея младият художник изобразява един известен момент от руската история – княгинята издърпва златния пояс на Дмитрий Донски от Василий Косов, претендент за престола на сина ѝ. Композицията е построена подобно на мизансцен с динамични и контрастни движения на героите и подчертава емоционалната им реакция на събитията. С тази своя творба Чистяков демонстрира нови възможности на историческата живопис, освободени от външните ефекти на късния романтизъм. Владимир Стасов нарича картината „блестяща“, а критиката за нея е много благоприятна. Днес тя се намира в Руския музей в Петербург.
Павел Чистяков завършва академията през 1861 година със званието „класен художник I степен“ и получава правото за пътуване зад граница за сметка на академията.

## Живопис
Преди да замине за чужбина, Чистяков преподава известно време в петербургското художествено училище за приходящи. Преподавателската дейност силно му импонира, той работи с удоволствие и много от неговите ученици стават известни художници.
През есента на 1862 година Чистяков заминава за Европа, посещава няколко града в Германия, а след това работи първо в Париж, а после – и в Рим. В Италия работи много и плодотворно и рисува картини в различни жанрове – пейзажи, портрети, в жанра на така наречените „костюмни“ етюди, историческа живопис. Там започва да рисува и картина по сюжет на Тацит – „Последните минути на Месалина, жена на римския император Клавдий“. При нея си поставя сложна пластична задача – да изобрази много чувствена жена пред лицето на смъртта. Рисува към нея множество етюди и ескизи. Особено впечатляващи са тези, рисувани с акварел. Въпреки че работи по тази картина почти през целия си живот, тя остава незавършена.
След завръщането си в Петербург през 1867 година получава званието академик за четири свои работи от италианския период – „Римски бедняк“, „Французин отива на бал“ и „Глава на чочарка“. Едни от най-сполучливите му картини от този период са „Джованина“ и „Италиански каменоделец“, създадена през 1870 година. Чак през 1876 година показва нова картина – „Болярин“. Изпълнението в рембрандов колорит е майсторско и получава одобрението на критиката.  Цветовата гама е построена върху различни нюанси на кафявото – охра, зелено-кафяво, червеникаво. Текстурата на кадифения кафтан и шапката, обточени със самурена кожа е предадена блестящо. След нея, през 1880 година следват „Четящият старец“ и „Портрет на майката“. Като композиция, маниер на изпълнение и психологична дълбочина „Портрет на майката“ е много подобна на тази на болярина. Това е и последната завършена картина на Чистяков. Във всичките си работи той си поставя все нови и нови задачи, проверява и уточнява наблюденията си над рисунка, цвят, форма и търси най-правдивото и изразително, като образност и пластичност, художествено решение.

## Преподавателска дейност
Многочислените частни уроци създават на Чистяков славата на много добър учител. Но най-сериозните педагогически успехи младият художник постига при работата си в Рисувалното училище към Обществото за поощрение на художниците. Още тук той се отделя като много способен и самобитен преподавател и с него започват да се съветват все повече млади художници.
През 1872 година става доцент в академията и води два класа – гипсовия и етюдния. Успоредно с преподавателската си дейност тук, той провежда занятия на частни студенти в собственото си ателие. Успехите му като учител карат художника все повече да изоставя рисуването и да набляга на преподавателската си дейност. Популярността му като педагог става огромна, а Стасов го нарича „всеобщ педагог на руските художници“. Въпреки безспорните си успехи, става професор чак през 1892 година. След реформите от 1894 година той напуска преподавателското си място.
От 1892 до 1912 година завежда отдела за мозайки в академията и отговаря за основните мозаечни работи в Русия – в храмовете „Христос спасител“ в Москва, „Възкресение Христово“ в Петербург, Исакиевския събор и други. Успоредно с работата си в академията Чистяков води многобройни кръжоци и групи, дава консултации по композиция, техника и технология на живописта. От 1896 година влиза в състава на Комисията по подбор на нови постъпления в Държавния руския музей (тогава Руски музей на император Александър III). Консултира Павел Третяков и други ценители на изкуството във връзка със закупуване на художествени произведения. През 1908 година за кратко оглавява ателието на Репин, а две години след това го предава на своя ученик Василий Савински.
Чистяков е много привързан към акварелната техника и предава любовта си на своите ученици. В това негово отношение се забелязва влиянието на неговия учител Александър Иванов. Той отдава огромно значение и на цвета, виждайки в него едно от най-важните средства за постигане на изразителност на образите и разкриване на същността на произведението.
Още като студент в академията, а и като вече зрял художник, Чистяков все по-малко се доверява на преподавателите, не е удовлетворен от системата на академичното рисуване, която е чужда на динамиката и обективните закони на природата и послушно следва само външните, видими форми. Не му харесват и академичните принципи за работа с цветовете, които не излизат от рамките на приетото. Шаблонизирането на композиционните схеми, които не могат да поемат съдържанието на новото мислене и новия поглед към света, също е неприемливо за него. И най-главното – забелязва смущаваща неадекватност между академичното преподаване и художествените възпитание и възприятия. Всичко това го кара да обмисли и постепенно да създаде нова система на преподаване, по-свободна и съобразена с новите тенденции в изкуството.
В историята на изобразителното изкуство преподавателската дейност на Чистяков е уникална със своята плодотворност. Методите му напълно съответстват на тези в най-добрите мюнхенски школи от онова време, а способността му да намира подходяща допирна точка с всеки талант дава изключителни резултати. Те обхващат много различни, но заедно с това и неразделни страни на художествения процес – взаимоотношението между природата и изкуството, художника и действителността, психологията на творчеството и възприятията и т.н. Педагогическата му система е толкова авторитетна в художествения свят, както системата на Станиславски – в артистичния. Негови ученици стават хора от почти три поколения – такива известни руски художници като Иля Репин, Валентин Серов, Виктор Васнецов, Михаил Врубел, Василий Поленов, Василий Суриков, Николай Рьорих, Андрей Рябушкин, Николай Самокиш, Антон Кандауров, Иля Остроухов, Хенрих Семирадски, Фьодор Бруни и много други. Всички те го признават за свой учител и наставник и уважават системата му на рисуване, умението му да открива индивидуалността на всеки начинаещ художник и да помага по най-добрия начин той да използва своята самобитност. За него Репин казва: „Това е нашият общ и единствен учител“. Признателността на учениците му ясно е изразена в едно писмо до него, където Васнецов пише: „Бих желал да се нарека Ваш син по дух“.
От 1876 година епизодично живее на дачата си в Царско село, а от 1914 година се премества там окончателно. Умира на 11 ноември 1919 година в Царское село.

## Памет
- Платната на Чистяков заемат достойно място в Руския музей, в Третяковската галерия и в Държавния художествен музей на Молдова, където е представена най-голямата колекция от негови работи.[8]

- В град Пушкин, в бившата дача на художника е организиран единственият по рода си в света мемориален музей на художествен педагог.[2][8]
- На двуетажната дървена къща, в която Чистяков е живял, е поставена паметна плоча с текст „В этом доме жил, работал и скончался художник Павел Петрович Чистяков. 1876 – 1919“.[2]
- Мемориална плоча и бронзов барелеф са поставени в ателието на художника, в което той работи до последните си дни. Текстът на плочата е „Потомство, охраняй место творчества великого художника и учителя Павла Петровича Чистякова“.[2])
- През 1958 година, във връзка със 125 години от рождението на Павел Чистяков, е създадена комисия за увековечаване паметта на художника и на 1 юни в Казанското гробище в град Пушкин тържествено е открит надгробният му паметник.[2]